# Human Racing (singolo)
Human Racing è un singolo del cantautore britannico Nik Kershaw, pubblicato nell'agosto 1984 come quinto estratto dall'album omonimo.
Ha raggiunto la diciannovesima posizione nella classifica dei singoli nel Regno Unito. È entrato in classifica nella settimana del 15 settembre 1984 ed è rimasto nella top 100 per 7 settimane.